# Thorens
Thorens är en schweizisk tillverkare av avancerad ljudteknik, så kallad high-end audio. Historiskt sett är de välkända för den serie av grammofoner de tillverkar. Förutom audioutrustning har de bland annat tillverkat munspel och cigarettändare.

## Historik
Thorens registrerades 1883 i Sainte-Croix i Vaud av Hermann Thorens. I början tillverkade de speldosor och urverk, och började 1903 tillverka fonografer. 
1928 tillverkades deras första elektriskt drivna skivspelare, och de tillverkade under 1950- och 1960-talet skivspelare som än idag räknas som high-end audio-utrustning.
Ännu idag (2020) tillverkar de skivspelare för såväl 78RPM normalspår som 33/45RPM mikrospår.